# San Clemente del Tuyú
San Clemente del Tuyú is een plaats in het Argentijnse bestuurlijke gebied De la Costa in de provincie Buenos Aires. De plaats telt 11.174 inwoners.